# الطعنة (فلم)
الطعنة فيلم دراما مصري للمخرج عبد الهادي طه، كتب القصة والسيناريو والحوار الدكتور رفيق الصبان والكاتب السينمائي أحمد صالح عام 1987. الفيلم من بطولة معالي زايد ويوسف شعبان وتدور أحداثه حول منير الذي يرعى شقيقه الأصغر الذي يقع في غرام جارته الأكبر منه سِنًّا، إلى أن يكتشف أن حبيبته تعمل في أحد الملاهي الليلية.
صدر الفيلم إلى دور العرض المصرية في 2 مارس 1987.
منح موقع قاعدة بيانات الأفلام العربية «السينما.كوم» الفيلم درجة 4.7/ 10.

## طاقم التمثيل
- معالي زايد: في دور نانا
- يوسف شعبان: في دور منير
- أشرف سيف: في دور خالد (شقيق منير)
- نظيم شعراوي: في دور عبد الحميد الشملاوي (مورد مواد بناء فاسد وتاجر مخدرات)
- رباب: في دور زيزي (زميلة نانا في العمل)
- عزيزة حلمي: في دور والدة منير وخالد
- محمود الحفناوي: في دور شريف (زميل خالد في الدراسة)
- إيهاب خليل: في دور أسعد  (زميل خالد في الدراسة)
- عادل عمار: في دور ياسر  (زميل خالد في الدراسة)
- محمد أبو الحسن: في دور عادل (صديق زيزي)
- فتحي عمران: في دور فتحي (وكيل الثري عبد الحميد الشملاوي)
- سوزي خيري: في دور ناهد حلمي
- بدرية عبد الجواد: في دور عنايات
- نادية شمس الدين: في دور فتحية (الخاطبة)
- حسن توتاله: في دور العريس الخليجي
- بالاشتراك مع: سيد غريب - جميل غالي - سيد سعد - حسنية مبروك.[6][7]

## أحداث الفيلم
يعيش منير (يوسف شعبان) حياة هادئة، فهو مهندس مستقيم يعول أسرته المكونة من والدته (عزيزة حلمي) وشقيقه خالد (أشرف سيف) الطالب بالثانوية العامة، وقد عاهد نفسه على التفرغ لمستقبل أخيه قيل أن يتزوج، حيث أنه يحب منى ابنة عمه ويؤجل زواجه حتى ينهي أخيه خالد دراسته. يصادق خالد الشباب: شريف (محمود الحفناوي) وأسعد (إيهاب خليل) وياسر (عادل عمار). يقطن بالمنزل المقابل نانا (معالي زايد) وزيزي (رباب) اللتين تعملان في أحد الكباريهات. يعجب خالد بنانا رغم أنها تكبره سناً، ويحاول التعرف عليها، وهى تراه كأخيها الصغير الذي فقدته منذ مدة. يعلم منير بذهاب أخيه وأصحابه إلى الكباريه لمقابلة نانا، فينصحه بالالتفات لدروسه وعدم الذهاب إلى الكباريه مرة أخرى. يتردد عبد الحميد الشملاوي (نظيم شعراوي)على البار الذي تعمل به نانا، والشملاوي هو مورد مواد بناء فاسد وتاجر مخدرات متعدد العلاقات النسائية. يحاول الشملاوي مع نانا حتى توافق على الزواج به عرفياً لينقلها إلى مستوى مادي مرتفع والعيش في فيلا وامتلاك سيارة، بالإضافة لرصيد كبير في البنك. تتعرف زيزى على عادل (محمد أبو الحسن) وتخفي عنه عملها بالبار، وتتعدد لقاءاتهما ويتبادلان الحب، وحينما يطلبها للزواج تخبره بعملها فيتركها، ثم يحاول العودة إليها استجابة لحبه، ولكنه لا يستطيع. ينجح خالد في الثانوية العامة ويلتحق بكلية الطب، وتدعوه نانا لحفل عشاء في بيتها للاحتفال بنجاحه. يعلم منير أن اخاه مازال يتردد على نانا، ويذهب إليها يطلب منها الابتعاد عن أخيه حفاظاً على مستقبله، وتعده نانا بالابتعاد. تقابل نانا الشاب خالد وتنصحه بالاهتمام بدراسته. تتعلق نانا بمنير وتحاول التقرب إليه، وتقابله عدة مرات، ويبدأ منير بالإحساس بعاطفة نحوها. يحاول فتحي (فتحي عمران) وكيل عبد الحميد توريد أسمنت فاسد ولكن المهندس منير يرفض، ويحاول عبد الحميد رشوته ولكنه يرفض بشده. يقضي منير يومين في الإسماعيلية مع نانا ويعلم منها أنها متزوجة من عبد الحميد، وتعده بالتخلص منه. يتم القبض على فتحي أثناء بيع المخدرات لصالح عبد الحميد الذي يتم القبض عليه أيضاً. يتشاجر خالد مع أصدقائه بسبب تقولهم على نانا ويصاب بجرح في أنفه.يذهب خالد إلى بيت نانا لتضميد جراحه، ويفاجئهم منير بالحضور، ويظن أن نانا مازالت على علاقة بأخيه ويضربها، ويسارع خالد بالخروج من المنزل وتسرع خلفه نانا، ولكن سيارة مسرعة تصدمها وتفارق الحياة على الفور.

## روابط خارجية
- الطعنة على موقع الدهليز
- الطعنة على موقع قاعدة بيانات الأفلام العربية
- الطعنة على الدهليز
- الطعنة على كاروهات